# Coton (Cambridgeshire)
Coton – wieś w Anglii, w hrabstwie Cambridgeshire, w dystrykcie South Cambridgeshire. Leży 4 km na zachód od miasta Cambridge i 80 km na północ od Londynu. Miejscowość liczy 773 mieszkańców.